# Pierre Dureau
Pour les articles homonymes, voir Dureau.
Pierre Dureau (Neuilly-sur-Seine, 23 août 1915 - La Cadière-d'Azur, 22 avril 2006), est un militaire français, Compagnon de la Libération par décret du 28 mai 1945. En 1940, il choisit de se rallier à la France libre et combat au Moyen-Orient, en Afrique du Nord et en Italie avant de prendre part à la Libération de la France.

## Biographie

### Jeunesse et engagement
Pierre Dureau naît le 23 août 1915 à Neuilly-sur-Seine, alors dans le département de la Seine. Il ne connaît pas son père, publiciste, qui meurt pour la France un peu plus d'un mois après sa naissance, le 1er octobre 1915,.
Titulaire d'une licence de droit, il est ensuite diplômé de l'école libre des sciences politiques,. Il entre ensuite à Saint-Cyr d'octobre 1938 à avril 1939 pour suivre les cours d'élève officier de réserve.
À l'issue de sa formation, il fait son service militaire dans les chasseurs alpins.

### Seconde Guerre mondiale
Au début de la Seconde Guerre mondiale, il est affecté au 6e bataillon de chasseurs alpins où il prend la tête d'une section au sein de la 1re compagnie du capitaine Lalande. Avec son unité, il est intégré au corps expéditionnaire français en Scandinavie au début de l'année 1940 et s'illustre lors de la campagne de Norvège. À l'issue de la campagne, le corps expéditionnaire débarque en Bretagne pour combattre lors de la bataille de France. Mais face à l'avancée de la wehrmacht, il rembarque le 18 juin pour se réfugier en Angleterre. Comme un certain nombre de ses camarades, Pierre Dureau décide alors de se rallier à la France libre et s'engage le 1er juillet 1940 dans les forces françaises libres. Affecté comme instructeur au bataillon de chasseurs de Camberley, il est promu lieutenant en février 1941 puis est muté à l'état-major du général de Gaulle à Londres jusqu'en août. Désireux de réintégrer une unité combattante, il est muté au bataillon de marche no 7 au sein duquel il sert en Syrie et au Liban jusqu'en septembre 1942.
Détaché en tant qu'aide de camp du général de Larminat jusqu'en janvier 1943, il est ensuite affecté à la 13e demi-brigade de légion étrangère avec laquelle il participe à la campagne de Tunisie puis à la campagne d'Italie. Il débarque en Provence en août 1944 et prend part à la Libération de la France. Le 10 septembre, il s'illustre à Autun, le lendemain de la libération de la ville, en repoussant une importante contre-attaque ennemie. Engagé dans la bataille d'Alsace, il se distingue à nouveau le 26 janvier lors de combats à Elsenheim au cours desquels il brise une résistance ennemie pourtant fortement retranchée. Il termine la guerre sur le front des Alpes-Maritimes avec le grade de capitaine.

### Après-Guerre
Après le conflit, il travaille dans les domaines de l'industrie du bois et de la construction, au sein d'entreprises dont il devient successivement chef de service commercial, directeur commercial et directeur général. Retiré dans le Var à sa retraite, Pierre Dureau meurt le 22 avril 2006 à La Cadière-d'Azur où il est inhumé.

## Décorations
|  |  |  |  |  |  |
|  |  |  |  |  |  |
|  |  |  |  |  |  |
|  |  |  |  |  |  |
|  |  |  |  |  |  |

| Commandeur de la Légion d'honneur                 | Commandeur de la Légion d'honneur         | Compagnon de la Libération                           | Compagnon de la Libération                           | Croix de guerre 1939-1945 Avec palme                                 | Croix de guerre 1939-1945 Avec palme                                 |
| Médaille de la Résistance française               | Médaille de la Résistance française       | Médaille coloniale Avec agrafes "Libye" et "Tunisie" | Médaille coloniale Avec agrafes "Libye" et "Tunisie" | Médaille commémorative des services volontaires dans la France libre | Médaille commémorative des services volontaires dans la France libre |
| Officier de l'Ordre de Léopold (Belgique)         | Officier de l'Ordre de Léopold (Belgique) | Croix de guerre 1940-1945 (Belgique)                 | Croix de guerre 1940-1945 (Belgique)                 | Chevalier de 1re classe de l'Ordre de Saint-Olaf (Norvège)           | Chevalier de 1re classe de l'Ordre de Saint-Olaf (Norvège)           |
| Croix de guerre (Norvège)                         | Croix de guerre (Norvège)                 | Croix de la Valeur (Pologne)                         | Croix de la Valeur (Pologne)                         | Chevalier de l'Ordre du Ouissam alaouite (Maroc)                     | Chevalier de l'Ordre du Ouissam alaouite (Maroc)                     |
| Chevalier de l'Ordre du Nichan Iftikhar (Tunisie) |                                           |                                                      |                                                      |                                                                      |                                                                      |